# Nagari Sungai Puar
Nagari Sungai Puar is een bestuurslaag in het regentschap Agam van de provincie West-Sumatra, Indonesië. Nagari Sungai Puar telt 1804 inwoners (volkstelling 2010).